# Symmetrica
Symmetrica este o companie producătoare de pavele, borduri și rigole din Suceava, România.
Compania a fost înființată în 1994 de doi antreprenori români, Florentina-Mihaela Stanciu și Florin-Cristinel Stanciu.
În anul 2013, compania avea o cotă de piață de 24%.
Firma deține trei facilități de producție la Bolintin Vale, în apropiere de București, Verești (Suceava) și Podul Ilioaiei (Iași).
În anul 2012, compania deținea cinci unități de producție, la Verești (județul Suceava), Podu Iloaiei (județul Iași), Bolintin Vale (lângă București), Prejmer (județul Brașov) și Șintereag (județul Bistrița).

## Istoric
În 1999, Symmetrica a inaugurat o fabrică la Verești, în județul Suceava, pentru care a importat o linie de producție din Danemarca.
În martie 2012, compania a inaugurat o fabrică în Prejmer, județul Brașov, în urma unei investiții de 2,1 milioane de euro.
În iulie 2012, compania a inaugurat o fabrică în localitatea Șintereag, la 25 de kilometri distanță de Bistrița, în urma unei investiții de 2 milioane de euro.

## Rezultate financiare
Număr de angajați în 2013: 235 
Cifra de afaceri:
- 2014: 16,5 milioane euro [7]
- 2013: 15,4 milioane euro [1]
- 2012: 14 milioane euro [1][8]
- 2011: 13,5 milioane euro [2][9]